# Кадино (Большесельский район)
Кадино — деревня в Вареговском сельском поселении Большесельского района Ярославской области.

## Население
По данным статистического сборника «Сельские населенные пункты Ярославской области на 1 января 2007 года», в деревне Кадино проживает 3 человека. По топокарте 1975 года в деревне проживало 5 человек.

## География
Деревня находится на северо-востоке района, вблизи границы с Тутаевским районом. Она находится на расстоянии около 500 м к юго-западу от железной дороги Ярославль—Рыбинск, на середине перегона от железнодорожной станции Ваулово к платформе Чижово, около деревни на железной дороге имеется путевой пост. На другой стороне железной дороги — Тутаевский район. Деревня стоит на небольшом поле, окружённом лесами. На этом поле в болотце начинается ручеёк, который направляясь на северо-восток пересекает железную дорогу под мостом. Возможно, именно этот водоток является истоком реки Эдома.  Кадино удалено ра расстояние около 3 км на север от крупного села, центра сельского поселения Варегово. К нему от деревни ведёт сначала просёлочная дорога, длиной 2 км, которая у деревни Митино выходит на автомобильную дорогу, следующую от железнодорожной станции Лом к Варегово.

## История
Деревня Кадина указана на плане Генерального межевания Борисоглебского уезда 1792 года. В 1825 году Борисоглебский уезд был объединён с Романовским уездом. По сведениям 1859 года деревня относилась к Романово-Борисоглебскому уезду.